# Административно-территориальное деление Монголии

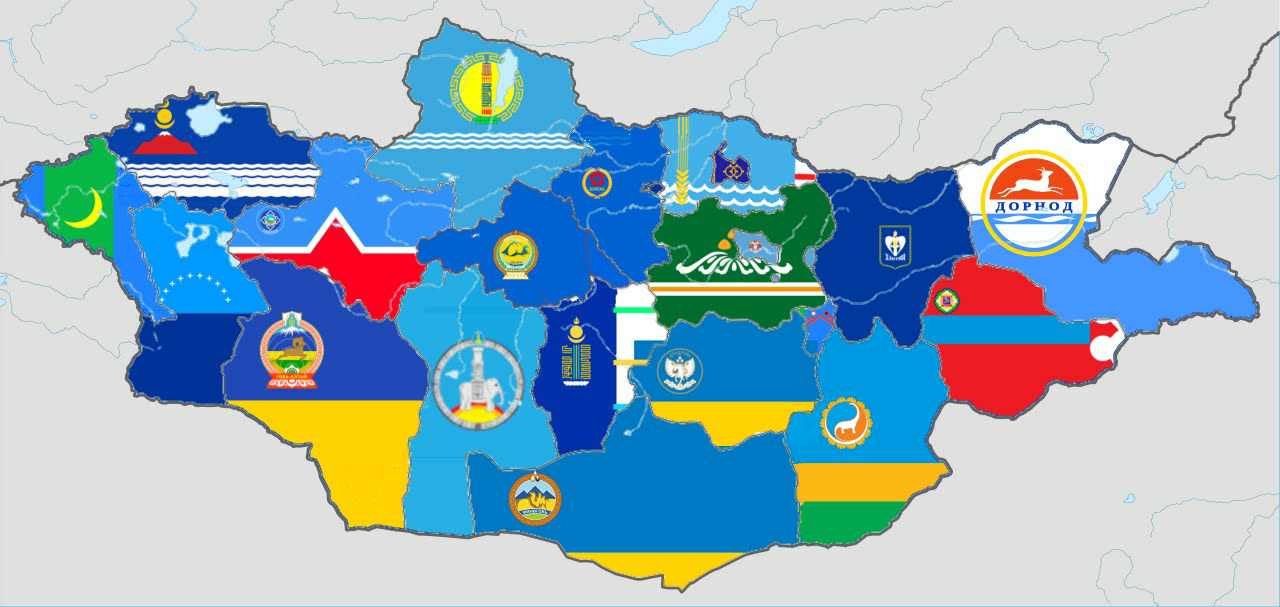

Согласно Конституции, Монголия в административно-территориальном управлении делится на аймаки (монг. аймаг) и столицу Улан-Батор. Аймаки (21 аймак) разделяются на сомоны (монг. сум), а сомоны — на баги.

## Первый уровень
(При нажатии на изображение или название какого-либо аймака будет осуществлён переход на соответствующую статью)
Столица Монголии — город центрального (республиканского) подчинения Улан-Батор. К городам центрального подчинения относятся также: Дархан и Эрдэнэт.
Аймаки по регионам:
- Отдельные области — Дархан-Уул, Говь-Сумбэр, Орхон
- Центральная Монголия — Туве, Уверхангай, Архангай
- Северная Монголия — Хувсгел, Булган, Сэлэнгэ
- Восточная Монголия — Хэнтий, Дорнод, Сухэ-Батор
- Западная Монголия — Баян-Улгий, Ховд, Увс, Завхан
- Гоби — Дундговь, Умнеговь, Дорноговь, Баянхонгор, Говь-Алтай

| №  | ISO 3166-2 | Русское название (в скобках применявшееся до 1989 года) | Монгольское название | Административный центр                      | Население наличное (перепись 2000) | Население наличное (оценка 2005) | Население постоянное (перепись 2010) | Площадь, км² | Плотность, чел./км² |
| -- | ---------- | ------------------------------------------------------- | -------------------- | ------------------------------------------- | ---------------------------------- | -------------------------------- | ------------------------------------ | ------------ | ------------------- |
| 1  | 1          | Улан-Батор                                              | Улаанбаатар хот      |                                             | 760 077                            | 952 410                          | 1 154 290                            | 4 704        | 245,38              |
| 2  | 73         | Архангай (Архангайский)                                 | Архангай аймаг       | Цэцэрлэг                                    | 97 091                             | 91 092                           | 84 078                               | 55 314       | 1,52                |
| 3  | 71         | Баян-Улгий (Баян-Улэгейский)                            | Баян-Өлгий аймаг     | Улгий (Өлгий)                               | 91 068                             | 95 758                           | 85 232                               | 45 705       | 1,86                |
| 4  | 69         | Баянхонгор (Баянхонгорский)                             | Баянхонгор аймаг     | Баянхонгор                                  | 84 779                             | 82 088                           | 75 690                               | 115 978      | 0,65                |
| 5  | 67         | Булган (Булганский)                                     | Булган аймаг         | Булган                                      | 61 776                             | 56 428                           | 53 065                               | 48 733       | 1,09                |
| 6  | 65         | Говь-Алтай (Гоби-Алтайский)                             | Говь-Алтай аймаг     | Алтай                                       | 63 673                             | 63 587                           | 53 223                               | 141 448      | 0,38                |
| 7  | 64         | Говь-Сумбэр (Гоби-Сумбэрский)                           | Говь-Сүмбэр аймаг    | Чойр                                        | 12 230                             | 12 625                           | 13 081                               | 5 542        | 2,36                |
| 8  | 37         | Дархан-Уул (Дарханский)                                 | Дархан-Уул аймаг     | Дархан                                      | 83 271                             | 90 656                           | 90 642                               | 3 275        | 27,68               |
| 9  | 63         | Дорноговь (Восточно-Гобийский)                          | Дорноговь аймаг      | Сайншанд (Буянт-Уха)                        | 50 575                             | 51 582                           | 57 930                               | 109 472      | 0,53                |
| 10 | 61         | Дорнод (Восточный)                                      | Дорнод аймаг         | Чойбалсан                                   | 75 373                             | 73 981                           | 68 873                               | 123 597      | 0,56                |
| 11 | 59         | Дундговь (Средне-Гобийский)                             | Дундговь аймаг       | Мандалгоби (Мандал-Говь)                    | 51 517                             | 49 934                           | 38 543                               | 74 690       | 0,52                |
| 12 | 57         | Завхан (Дзабханский)                                    | Завхан аймаг         | Улясутай (Улиастай)                         | 89 999                             | 78 668                           | 64 924                               | 82 457       | 0,79                |
| 13 | 43         | Ховд (Кобдоский)                                        | Ховд аймаг           | Ховд (Кобдо, Дунд-Ус)                       | 86 831                             | 91 687                           | 76 252                               | 76 061       | 1,00                |
| 14 | 35         | Орхон (Орхонский)                                       | Орхон аймаг          | Эрдэнэт                                     | 71 525                             | 84 287                           | 87 118                               | 844          | 103,22              |
| 15 | 49         | Сэлэнгэ (Селенгинский)                                  | Сэлэнгэ аймаг        | Сухэ-Батор (Сүхбаатар)                      | 99 950                             | 91 190                           | 95 804                               | 41 153       | 2,33                |
| 16 | 51         | Сухэ-Батор (Сухэ-Баторский)                             | Сүхбаатар аймаг      | Баруун-Урт (Баруун-Урт)                     | 56 166                             | 52 768                           | 51 091                               | 82 286       | 0,62                |
| 17 | 46         | Увс (Убсунурский)                                       | Увс аймаг            | Улангом (Улаангом)                          | 90 037                             | 80 924                           | 72 906                               | 69 585       | 1,05                |
| 18 | 55         | Уверхангай (Уверхангайский)                             | Өвөрхангай аймаг     | Арвайхээр (Арвайхэр, Арвайхэрэ, Арбай-Хэрэ) | 111 420                            | 108 235                          | 100 444                              | 62 895       | 1,60                |
| 19 | 41         | Хувсгел (Хубсугульский)                                 | Хөвсгөл аймаг        | Мурэн (Мөрөн)                               | 119 063                            | 123 416                          | 114 331                              | 100 629      | 1,14                |
| 20 | 39         | Хэнтий (Хэнтэйский)                                     | Хэнтий аймаг         | Ундерхаан (Өндөрхаан)                       | 70 946                             | 66 762                           | 65 335                               | 80 325       | 0,81                |
| 21 | 47         | Туве (Центральный)                                      | Төв аймаг            | Зуунмод (Дзун-Мод)                          | 99 268                             | 88 491                           | 83 838                               | 74 042       | 1,13                |
| 22 | 53         | Умнеговь (Южно-Гобийский)                               | Өмнөговь аймаг       | Даландзадгад                                | 46 858                             | 47 866                           | 60 855                               | 165 381      | 0,37                |
|    |            | Всего                                                   |                      |                                             | 2 373 493                          | 2 534 435                        | 2 647 545                            | 1 564 116    | 0,59                |

## Второй уровень
Аймаки делятся на единицы, часто интерпретируемые как районы, представлявшие собой в период социализма центральные усадьбы коллективных хозяйств. В советское время для данных единиц в русском языке, в том числе на картах, применялось наименование сомон, которое не соответствовало написанию и произношению современного монгольского языка (монг. сум). Название сомона совпадает с названием его административного центра.

## Третий уровень
Каждый сомон состоит из административного центра, населённых пунктов и баг (бригад).

## История
В 1931 году территория Монголии была разделена на 13 аймаков: Алтайский, Архангайский, Восточно-Гобийский, Восточный, Дзабханский, Кобдоский, Тариаланский, Убсунурский, Уверхангайский, Хубсугульский, Хэнтэйский, Центральный и Южно-Гобийский. 30 декабря 1932 года Тариаланский аймак был переименован в Селенгинский, а Дербетский — в Убсунурский. В 1934 году был упразднён Алтайский аймак.
В 1937 году был образован Булганский аймак. В 1939 году город Улан-Батор получил статус отдельной административной единицы первого порядка. В 1940 году были образованы Баян-Улгийский и Гоби-Алтайский аймаки, а 24 декабря 1941 — Баян-Хонгорский, Средне-Гобийский и Сухэ-Баторский аймаки. В тот же период Восточный аймак был переименован в Чойбалсанский.
К 1950 году административное деление Монголии приняло, в целом, современный вид. Дальнейшие изменения были незначительными. Так, в 1956 году был упразднён Селенгинский аймак, но уже в 1960 он был восстановлен. В 1963 году Чойбалсанский аймак был переименован в Восточный. Во второй половине 1960-х годов из Селенгинского аймака был выделен город центрального подчинения Дархан. В 1978 году из Булганского аймака был выделен город центрального подчинения Эрдэнэт.
Постановлением Великого Государственного Хурала от 6 мая 1994 года из аймака Дорноговь был выделен аймак Говь-Сумбэр, город Дархан с подчинёнными территориями был преобразован в аймак Дархан-Уул, а город Эрдэнэт с подчинёнными территориями — в аймак Орхон.